# لجأة مكتلة الرأس
اللجأة مُكتَّلة الرأس أو الحَنْفَاء (والحنفاء هي الأطوم) (الاسم العلمي: Caretta caretta) (بالإنجليزية: Loggerhead sea turtle) وهي سلحفاة تعيش في المحيطات وتنتشر في مختلف أرجاء العالم. وهي سلحفاة بحرية تنتمي إلى فصيلة اللجئيات (Cheloniidae). والطول المتوسط للجأة مُكتَّلة الرأس 90 سم (35 إنش) عندما تصل إلى مرحلة البلوغ التام، رغم أنه تم اكتشاف أفراد منها يصل طولها إلى 270 سم (110 إنش). ويكون وزن اللجأة مُكتَّلة الرأس عند البلوغ حوالي 135 كيلو غرام (300 باوند)، في حين أن أكبر لجأة تم اكتشافها منها كان وزنها أكثر من 454 كيلو غرام (1,000 باوند). ويتراوح لون جلدها بين الأصفر إلى البني، بينما اللون النموذجي للصدفة هو البني المحمر. ولا تكون هناك أية اختلافات خارجية بين الذكر والأنثى إلى أن تبلغ اللجأة، وعند البلوغ، يكون من أبرز الاختلافات الواضحة بين الجنسين أن الذكور البالغة يكون لها ذيل أسمك في حين تكون صدرتها أقصر من تلك الخاصة بالإناث.
وتوجد اللجأة مُكتَّلة الرأس في المحيط الأطلنطي والهادي والهندي بالإضافة إلى البحر الأبيض المتوسط. وهي تقضي معظم عمرها في مواطن في المياه المالحة ومصبات الأنهار، حيث تتوجه الإناث إلى الساحل لفترة قصيرة من أجل وضع البيض. والمعدل الإنجابي منخفض للجأة مُكتَّلة الرأس، حيث تضع الإناث ما متوسطه أربع حضنات بيض، ثم تدخل في فترة سكون، حيث لا تضع أي بيض آخر لمدة عامين إلى ثلاثة أعوام. وتصل اللجأة مُكتَّلة الرأس إلى مرحلة النضج الجنسي خلال 17 إلى 33 عامًا، ويتراوح عمرها بين 47 إلى 67 عامًا.
تقتات اللجأة مُكتَّلة الرأس على النباتات البحرية كالطحالب والشعب المرجانية الميتة والعوالق التي تطفو على سطح الماء، كما تتغذى بشكل رئيسي على اللافقاريات التي تعيش في قاع المحيط. وهي تتميز بفك قوي وكبير يستخدم كأداة فعالة لتفكيك الفريسة. لكنها مع ذلك تضل فريسة للعديد من الكائنات البحرية، ويكون البيض أكثر عرضة للافتراس بشكل خاص من الكائنات المفترسة الأخرى على اليابسة. وبمجرد أن تصل اللجأة إلى مرحلة البلوغ، فإن حجمها الهائل يحد من تعرضها للافتراس من بعض الكائنات الحية البحرية الضخمة كالقروش.
وتعد اللجأة مُكتَّلة الرأس من الأنواع المهددة بالانقراض وهي تخضع لحماية الاتحاد الدولي للحفاظ على الطبيعة. وتعد معدات الصيد المهملة مسئولة عن العديد من حالات الموت للجأة مُكتَّلة الرأس. كما يمكن أن تتعرض السلاحف كذلك للاختناق بشباك الصيد الملقاة في أعماق المحيطات أو على أيد صائدي الأسماك أنفسهم. وقد تم الاعتماد على الأجهزة التي تستثني السلاحف (TED) في محاولة للحد من الوفيات من خلال توفير مسار هروب للسلاحف. وقد أثر عدم توافر شواطئ التعشيش المناسبة وظهور الحيوانات المفترسة الغازية تأثيرًا سلبيًا على أعداد اللجأة مُكتَّلة الرأس. وتتطلب الجهود التي ترمي إلى زيادة أعداد هذا النوع من السلاحف تعاونًا دوليًا حيث إن السلاحف تجوب مساحات ضخمة من المحيطات وتنتشر شواطئ التعشيش الهامة في العديد من الدول، مثل شاطئ إيزتوزو على ساحل الريفيرا التركية.

## كتابات أخرى
- Bolten، Alan B.؛ Witherington، Blair E. (2003). Loggerhead Sea Turtles. Washington, D.C.: Smithsonian Books. ISBN:1-58834-136-4.
- Lutz، Peter L.؛ Musick، John A.؛ Wyneken، Jeanette (1997). The Biology of Sea Turtles. Boca Raton, Florida: CRC Press. ج. 1. ISBN:0-8493-8422-2.
- Lutz، Peter L.؛ Musick، John A.؛ Wyneken، Jeanette (2003). The Biology of Sea Turtles. Boca Raton, Florida: CRC Press. ج. 2. ISBN:0-8493-8422-2.
- Gulko، D.؛ Eckert، K.L. (2004). Sea Turtles: An Ecological Guide. Honolulu, Hawai’i: Mutual Publishing. ISBN:1-56647-651-8.